# كلفن سانشيز
كلفن سانشيز (بالإسبانية: Kelvin Denis Sanchez Vasquez)‏ هو لاعب كرة قدم ومدرب كرة قدم بيروفي، ولد في 3 يناير 1999.

## وصلات خارجية
- كلفن سانشيز على موقع قاعدة بيانات كرة القدم.إي يو (الإنجليزية)